# Göllü, Ömerli
Göllü là một xã thuộc huyện Ömerli, tỉnh Mardin, Thổ Nhĩ Kỳ. Dân số thời điểm năm 2010 là 281 người.